# Ninebrane-Bordismus
Ein Ninebrane-Bordismus ist ein spezieller Bordismus zwischen Ninebrane-Mannigfaltigkeiten, also glatten Mannigfaltigkeiten mit einer Ninebrane-Struktur, welche selbst eine Ninebrane-Mannigfaltigkeit ist, sodass die Ninebrane-Strukturen kompatibel sind. Ninebrane-Bordismen können für die Definition einer verallgemeinerten Homologietheorie verwendet werden. Ihre Benennung stammt von der Verwendung bei der Beschreibung von M9-Branen in der M-Theorie, einer gemeinsamen Verallgemeinerung von fünf Stringtheorien.

## Definition
Ganz allgemein lassen sich Bordismen von glatten Mannigfaltigkeiten für beliebige tangentialen Strukturen über die Komptabilität der jeweiligen Hochhebungen definieren (siehe etwa Spin-, String- und Fivebrane-Bordismus), also insbesondere für Ninebrane-Strukturen. Für {\displaystyle n}-dimensionale Ninebrane-Mannigfaltigkeiten {\displaystyle M} und {\displaystyle N} mit jeweiligen Ninebrane-Strukturen {\displaystyle \tau _{M}\colon M\rightarrow \operatorname {BNinebrane} (n)} und {\displaystyle \tau _{N}\colon N\rightarrow \operatorname {BNinebrane} (n)} ist eine {\displaystyle n+1}-dimensionale Ninebrane-Mannigfaltigkeit {\displaystyle W} mit Ninebrane-Struktur {\displaystyle \tau _{W}\colon W\rightarrow \operatorname {BNinebrane} (n+1)} ein Ninebrane-Bordismus zwischen {\displaystyle M} und {\displaystyle N}, wenn es Inklusionen {\displaystyle i\colon M\hookrightarrow \partial W} und {\displaystyle j\colon N\hookrightarrow \partial W} mit:
{\displaystyle i(M)\sqcup j(N)\cong \partial W;}
{\displaystyle {\mathcal {B}}k\circ \tau _{M}=\tau _{W}\circ i;}
{\displaystyle {\mathcal {B}}k\circ \tau _{N}=\tau _{W}\circ j;}
gibt, wobei {\displaystyle k\colon \operatorname {Ninebrane} (n)\hookrightarrow \operatorname {Ninebrane} (n+1)} die kanonische Inklusion ist.

## Ninebrane-Bordismusgruppen
Mit der Äquivalenzrelation des Ninebrane-Bordismus bilden die {\displaystyle n}-dimensionalen geschlossenen Ninebrane-Mannigfaltigkeiten eine abelsche Gruppe {\displaystyle \Omega _{n}^{\mathrm {Ninebrane} }} mit der disjunkten Vereinigung als Verknüpfung, der leeren Mannigfaltigkeit als neutrales Element und der Umkehr der Orientierung als Inversion, welche Ninebrane-Bordismusgruppe genannt wird.

## Ninebrane-Bordismusring
Alle Ninebrane-Bordismusgruppen können mit der direkten Summe in einer einzigen Struktur kombiniert werden:
{\displaystyle \Omega ^{\mathrm {Ninebrane} }:=\bigoplus _{n\in \mathbb {N} }\Omega _{n}^{\mathrm {Ninebrane} }.}
Mit dem kartesischen Produkt als zusätzlicher Komposition, welche mit der disjunkten Summe das Distributivgesetz erfüllt und daher mit ihr kompatibel ist, sowie dem Raum mit einem Element als entsprechendes neutrales Element ist diese ein Ring, welcher Ninebrane-Bordismusring genannt wird.

## Ninebrane-Vektorbündel
Mit der Überlagerung {\displaystyle p\colon \operatorname {Ninebrane} (n)=\operatorname {O} (n)\langle 12\rangle \twoheadrightarrow \operatorname {O} (n)} ist:
{\displaystyle \gamma _{\mathrm {Ninebrane} }^{n}:=p^{*}\gamma _{\mathbb {R} }^{n}\twoheadrightarrow \operatorname {BNinebrane} (n)}
das universelle Ninebrane-Vektorbündel. Eine glatte Mannigfaltigkeit {\displaystyle X} hat genau dann eine Ninebrane-Struktur, wenn ihr Tangentialbündel durch Rückzug aus diesem hervorgeht. Für eine Ninebrane-Struktur oder klassifizierende Abbildung {\displaystyle {\widehat {\tau }}_{X}\colon X\rightarrow \operatorname {BNinebrane} (n)} folgt das aus:
{\displaystyle TX=\tau _{X}^{*}\gamma _{\mathbb {R} }^{n}=(p\circ {\widehat {\tau }}_{X})^{*}\gamma _{\mathbb {R} }^{n}={\widehat {\tau }}_{X}^{*}p^{*}\gamma _{\mathbb {R} }^{n}={\widehat {\tau }}_{X}^{*}\gamma _{\mathrm {Ninebrane} }^{n}}
und der bereits oben erwähnten Bijektion {\displaystyle [X,\operatorname {BO} (n)]\rightarrow \operatorname {Vect} _{\mathbb {R} }^{n}(X),[f]\mapsto f^{*}\gamma _{\mathbb {R} }^{n}}.

## Ninebrane-Spektrum
Zudem ergibt sich aus den Thom-Räumen aller universellen Ninebrane-Vektorbündel das Thom-Spektrum der Ninebrane-Gruppe:
{\displaystyle \operatorname {MNinebrane} (n):=\operatorname {Th} (\gamma _{\mathrm {Ninebrane} }^{n})}
Da die kanonische Inklusion {\displaystyle k\colon \operatorname {Ninebrane} (n)\hookrightarrow \operatorname {Ninebrane} (n+1)} genau die Whitney-Summe mit einem trivialen Vektorbündel klassifiziert, also {\displaystyle k^{*}\gamma _{\mathrm {Ninebrane} }^{n+1}\cong \gamma _{\mathrm {Ninebrane} }^{n}\oplus {\underline {\mathbb {R} }}}, welche unter dem Thom-Raum zu einer Einhängung wird, folgen direkt die verbindenden Abbildungen des Thom-Spektrums als:
{\displaystyle \Sigma \operatorname {MNinebrane} (n)=\Sigma \operatorname {Th} (\gamma _{\mathrm {Ninebrane} }^{n})\cong \operatorname {Th} (\gamma _{\mathrm {Ninebrane} }^{n}\oplus {\underline {\mathbb {R} }})\hookrightarrow \operatorname {Th} (\gamma _{\mathrm {Ninebrane} }^{n+1})=\operatorname {MNinebrane} (n+1)}
Gemäß des Satzes von Thom sind die Ninebrane-Bordismengruppen genau die Homotopiegruppen des Thom-Spektrums der Ninebrane-Gruppe:
{\displaystyle \Omega _{n}^{\mathrm {Ninebrane} }\cong \pi _{n}\operatorname {MNinebrane} .}

## Ninebrane-Homologietheorie
{\displaystyle \Omega _{n}^{\operatorname {Ninebrane} }} definiert eine verallgemeinerte Homologietheorie. Für einen topologischen Raum {\displaystyle X} sind dessen {\displaystyle n}-Zykel die stetigen Abbildungen {\displaystyle M\rightarrow X} aus {\displaystyle n}-dimensionalen Ninebrane-Mannigfaltigkeiten {\displaystyle M}. Zwei solche Abbildungen {\displaystyle f\colon M\rightarrow X} und {\displaystyle g\colon N\rightarrow X} sind homolog, wenn es einen Ninebrane-Bordismus {\displaystyle W\colon M\rightsquigarrow N} gibt, welcher {\displaystyle f\sqcup g\colon M\sqcup N\rightarrow X} zu einer Abbildung {\displaystyle W\rightarrow X} erweitert. Jede verallgemeinerte Homologietheorie wird durch ein Spektrum repräsentiert, welches in diesem Fall genau {\displaystyle \operatorname {MNinebrane} } ist. Für alle topologischen Räume {\displaystyle X} gibt es daher Gruppenisomorphismen:
{\displaystyle \Omega _{n}^{\operatorname {Ninebrane} }(X)\cong \pi _{n}^{\mathrm {stab} }(X_{+}\wedge \operatorname {MNinebrane} ):=\lim _{k\rightarrow \infty }\pi _{n+k}(X_{+}\wedge \operatorname {MNinebrane} (k))}
mit {\displaystyle X_{+}=X\sqcup \{*\}}. Durch den Vergleich mit dem obigen Resultat zeigt sich aufgrund der Neutralität von {\displaystyle \{*\}_{+}\cong S^{0}} im Wedge-Produkt, dass:
{\displaystyle \Omega _{n}^{\operatorname {Ninebrane} }(*)\cong \Omega _{n}^{\operatorname {Ninebrane} }.}

## Eigenschaften
- Jede {\displaystyle n}-dimensionale Ninebrane-Mannigfaltigkeit ist ninebrane-bordant zu einer {\displaystyle \min \left\{15,\left\lceil {\frac {n}{2}}-1\right\rceil \right\}}-zusammenhängenden Ninebrane-Mannigfaltigkeit, für {\displaystyle n\geq 31} also insbesondere immer zu einer 15-zusammenhängenden Ninebrane-Mannigfaltigkeit.[2]
- Für {\displaystyle n}-dimensionale {\displaystyle \min \left\{15,\left\lceil {\frac {n}{2}}-1\right\rceil \right\}}-zusammenhängende Ninebrane-Mannigfaltigkeiten {\displaystyle M} und {\displaystyle N} gibt es einen Ninebrane-Bordismus {\displaystyle W\colon M\rightsquigarrow N}, sodass die Inklusion {\displaystyle M\hookrightarrow W} ebenfalls {\displaystyle \min \left\{15,\left\lceil {\frac {n}{2}}-1\right\rceil \right\}}-zusammenhängend ist.[2]
- Ist {\displaystyle M} eine kompakte {\displaystyle n}-dimensionale {\displaystyle k}-zusammenhängende Ninebrane-Mannigfaltigkeit mit {\displaystyle k\leq 13} und {\displaystyle n\geq 2k+3} und ninebrane-bordant zu einer kompakten Ninebrane-Mannigfaltigkeit {\displaystyle N}, dann geht {\displaystyle M} aus {\displaystyle N} durch eine Reihe mindestens {\displaystyle k+2}-kodimensionaler Chirurgieoperationen hervor.[3]